# 保卫共和大会
保卫共和大会党（阿拉伯语：‎）是突尼斯共和国一个世俗主义政党，成立于2001年，主张建立真正的共和体制和尊重人民意愿的民主制度。2002年，由于反对本·阿里政权而被取締，该党主席蒙塞夫·马尔祖基流亡法国，保卫共和大会党在法国继续活动。
2011年初，突尼斯发生茉莉花革命，本·阿里政权被推翻，保卫共和大会党于2011年1月20日获得合法地位。
该党在2011年10月23日的突尼斯制宪议会选举中获得29席，次于伊斯兰复兴运动党的89席名列第二。
2011年12月12日，马尔祖基在制宪议会上被选为突尼斯总统。